# Scardinius
Scardinius è un genere di pesci ossei d'acqua dolce appartenenti alla famiglia Cyprinidae.

## Distribuzione e habitat
Questi pesci sono endemiche delle acque dolci d'Europa e di parte dell'Asia (Anatolia e Asia centrale). In Italia sono presenti le specie Scardinius erythrophthalmus (alloctona), S. hesperidicus e S. scardafa.
Vivono in acque ferme o poco mosse di lanche, canali, stagni e laghi, evitando le acque turbolente dei torrenti e dei fiumi.

## Pericolo di estinzione
Tutte le 10 specie di Scardinius sono inserite nella IUCN Red List, in quanto minacciate e in pericolo di estinzione dalla distruzione o dall'inquinamento dei loro habitat, o dall'inserimento di specie dannose (Silurus glanis).

## Specie
Al genere appartengono 10 specie:
- Scardinius acarnanicus
- Scardinius dergle
- Scardinius elmaliensis
- Scardinius erythrophthalmus
- Scardinius graecus
- Scardinius hesperidicus
- Scardinius knezevici
- Scardinius plotizza
- Scardinius racovitzai
- Scardinius scardafa